# Bhaag Milkha Bhaag
Bhaag Milkha Bhaag (Italiano: "Corri Milkha Corri") è un film biografico del 2013 diretto da Rakeysh Omprakash Mehra.

## Trama
Prima dell'inizio delle Olimpiadi del 1960, un uomo in India ricorda la gioventù del corridore Milkha. Negli anni quaranta ci sono le lotte indiane indipendentiste contro gli inglesi, e Milkha è costretto a vivere di espedienti.
Dieci anni più tardi il ragazzo milita nell'esercito ma è molto bravo a correre e per questo è odiato dai compagni di rango maggiore. Nel 1956 tuttavia Milkha riesce a partecipare a una gara, facendosi notare. La sua fama cresce fino a partecipare ai giochi olimpici.